# Строганов Сергій Григорович
Строганов Сергій Григорович (1707—1756) — найбільший промисловець з роду Строганових, дійсний камергер, генерал-поручик. Замовник будівництва і перший власник Строгановського палацу на Невському проспекті.

З 1722 року — барон; з 25 листопада 1754 року — дійсний камергер; з 20 вересня 1754 — генерал-лейтенант. Саме він заклав картинну галерею Строганових, згодом одну з найбагатших в Росії.
Згідно з розділом Пермського вотчинного маєтку (в 1747) і соляних промислів (в 1749) С. Г. Строганову «відійшли: 16 142 селяни, 735 заводських майстрових, 2150 промислових працівників, 182 служителі», Білімбаєвський чавуноплавильний завод.
У 1750 році відбувся поділ з братами нижньогородських маєтків і незабаром, 6 березня 1752 року він почав будівництво Добрянського металургійного заводу.
Його єдиним спадкоємцем залишився син Олександр, відомий поціновувач мистецтв, якому в 1761 році Габсбурги подарували графський титул.